# Diocèse de Tampere
 (novembre 2023).
Si vous disposez d'ouvrages ou d'articles de référence ou si vous connaissez des sites web de qualité traitant du thème abordé ici, merci de compléter l'article en donnant les références utiles à sa vérifiabilité et en les liant à la section « Notes et références ».
Le diocèse de Tampere est l'un des diocèses de l'Église luthérienne de Finlande. Son siège épiscopal se situe à la cathédrale de Tampere.
Son territoire couvre le Pirkanmaa, le Kanta-Häme, le Päijät-Häme et le sud de la Finlande-Centrale.